# Ephydra afghanica
Ephydra afghanica är en tvåvingeart som beskrevs av Dahl 1961. Ephydra afghanica ingår i släktet Ephydra och familjen vattenflugor. Inga underarter finns listade i Catalogue of Life.